# 川平村
川平村（かわひらむら）は、島根県那賀郡にあった村。現在の江津市の一部にあたる。

## 地理
- 河川：奥谷川[1]

## 歴史
- 1889年（明治22年）4月1日、町村制の施行により、那賀郡南川上村、平田村、金田村（一部、字大野）が合併して村制施行し、川平村が発足[2][3]。
- 1954年（昭和29年）4月1日 - 那賀郡江津町、都野津町、川波村、二宮村、跡市村、浅利村、松川村、江東村と合併し、市制施行し江津市を新設して廃止された[2][3]。

### 地名の由来
合併の旧2村名の一文字を組み合わせたもの。

## 交通

### 鉄道
- 1930年（昭和5年）- 三江線 江津～川戸間が開通。川平駅開業[2]（2018年廃止）。

## 道路
- 島根県道221号川平停車場線[2]